# Знаки почтовой оплаты Украины (2015)
Знаки почтовой оплаты Украины (2015) — перечень (каталог) знаков почтовой оплаты (почтовых марок), введённых в обращение почтой Украины в 2015 году.
В 2015 году было выпущено 60 почтовых марок, в том числе 57 (коммеморативных) и три стандартные марки восьмого выпуска (2012—2016) с литерными индексами вместо номинала. Тематика коммеморативных марок охватывала юбилеи выдающихся деятелей культуры, памятники архитектуры Украины, знаменательные даты, виды представителей фауны и флоры и другие сюжеты. В обращение поступили марки номиналом от 2,00 до 22,10 гривны, а также марки с литерным номиналом «F», «V».

## Список коммеморативных (памятных) марок
Порядок следования элементов в таблице соответствует номеру по каталогу марок Украины на официальном сайте Укрпочты (укр. КМД УДППЗ «Укрпошта»), в скобках приведены номера по каталогу «Михель».
| № по каталогу                                                           | Изображение | Описание и источники | Номинал               | Дата выпуска          | Тираж   | Художник                     |
| ----------------------------------------------------------------------- | ----------- | --- | --------------------- | --------------------- | ------- | ---------------------------- |
| № 1421 (Mi #1465)                                                       |             | «Василь Симоненко. 1935—1963. 80 років від дня народження». с укр. — «80 лет со дня рождения Василия Симоненко (1935—1963)». | 2,00 гривны           | 8 января 2015 года    | 141 000 | Василий Василенко            |
| № 1422 (Mi #1466)                                                       |             | «22 січня — День Соборності України». с укр. — «22 января — день соборности Украины». | 2,00 гривны           | 22 января 2015 года   | 164 000 | Наталия Гожа                 |
| № 1423 (Mi #1467)                                                       |             | «Пам’яті Героїв Небесної Сотні». с укр. — «Памяти героев Небесной сотни». | 2,00 гривны           | 20 февраля 2015 года  | 197 000 | Кость Лавро                  |
| № 1424 (Mi #1468)                                                       |             | «Михайло Вербицький. 1815—1870». с укр. — «Михаил Вербицкий (1815—1870)». | 2,00 гривны           | 4 марта 2015 года     | 138 000 | Сергей Горобец               |
| № 1425 (Mi #1469)                                                       |             | «Святослав Ріхтер. 1915—1997». с укр. — «Святослав Рихтер (1915—1997)». | 2,00 гривны           | 20 марта 2015 года    | 137 000 | Наталия Гожа                 |
| № П                                                                     |             | Проект «Власна марка» — поштова марка персоніфікована: «Надія Савченко». с укр. — «Проект «Собственная марка» — персонифицированная почтовая марка: Надежда Савченко». | V                     | 28 марта 2015 года    |         | Нет данных                   |
| № 1426 (Mi #1470)                                                       |             | «150 років від дня народження Бориса Луцького». с укр. — «150 лет со дня рождения Бориса Луцкого». | 2,00 гривны           | 10 апреля 2015 года   | 143 000 | Евгений Харук                |
| № 1427 (Mi #1471)                                                       |             | «Вічна пам’ять героям! 1941—1945». с укр. — «Вечная память героям! 1941—1945». | 2,00 гривны           | 8 мая 2015 года       | 130 000 | Александр Харук Сергей Харук |
| № 1428 (Mi #1472)                                                       |             | Серія «Кримські татари — корінний народ Криму — України»: «Дюрбе перших кримських ханів». с укр. — «Серия „Крымские татары — коренной народ Крыма“: Тюрбе первых крымских ханов». | 3,00 гривны           | 14 мая 2015 года      | 130 000 | Николай Кочубей              |
| № 1429 (Mi #1473)                                                       |             | Серія «Кримські татари — корінний народ Криму — України»: «Майстер-мідник». с укр. — «Серия „Крымские татары — коренной народ Крыма“: мастер-медник». | 3,00 гривны           | 14 мая 2015 года      | 130 000 | Николай Кочубей              |
| № 1430 (Mi #1474)                                                       |             | Серія «Кримські татари — корінний народ Криму — України»: «Кримськотатарський воїн». с укр. — «Серия „Крымские татары — коренной народ Крыма“: крымскотатарский воин». | 3,00 гривны           | 14 мая 2015 года      | 130 000 | Николай Кочубей              |
| № 1431 (Mi #1475)                                                       |             | Серія «Кримські татари — корінний народ Криму — України»: Танок «Хайтарма». с укр. — «Серия „Крымские татары — коренной народ Крыма“: танец «Хайтарма»». | 3,00 гривны           | 14 мая 2015 года      | 130 000 | Николай Кочубей              |
| № 1432 (Mi #1476)                                                       |             | «І Європейські ігри. Баку 2015». с укр. — «I Европейские игры: Баку 2015». | 4,40 гривны           | 5 июня 2015 года      | 130 000 | Владимир Жданов              |
| № 1433 (Mi #1477)                                                       |             | «Ілля Мечников (1845—1916)». с укр. — «Илья Мечников (1845—1916)». | 4,80 гривны           | 21 июля 2015 года     | 130 000 | Владимир Таран               |
| № 1434 (Mi #1478)                                                       |             | «Київський фунікулер. 1959». с укр. — «Киевский фуникулёр (1959)». | 2,00 гривны           | 24 июля 2015 года     | 130 000 | Виктор Зинченко              |
| № 1435 (Mi #1479)                                                       |             | «Київський трамвай КТВ-55-2. 1958». с укр. — «Киевский трамвай КТВ-55-2 (1958)». | 2,40 гривны           | 24 июля 2015 года     | 130 000 | Виктор Зинченко              |
| № 1436 (Mi #1480)                                                       |             | «Князь Київський Володимир Великий». с укр. — «Князь киевский Владимир Великий». | 12,90 гривны          | 28 июля 2015 года     | 40 000  | Александр Харук Сергей Харук |
| № 1437 (Mi #1481)                                                       |             | «Андрей Шептицький. 1865—1944». с укр. — «Андрей Шептицкий (1865—1944)». | 2,40 гривны           | 29 июля 2015 года     | 130 000 | Сергей Горобец               |
| № 1438 (Mi #1483) № 1439 (Mi #1484) № 1440 (Mi #1485) № 1441 (Mi #1486) |             | Серія «Краса і велич України»: блок «Краса і велич України. Чернівецька область»: «Успенський собор (1900—1908), с. Біла Криниця», «Печера „Попелюшка“, с. Подвірне», «Фестиваль Маланок, м. Чернівці», «Хотинська фортеця (XIII—XIX ст.), м. Хотин». с укр. — «Серия „Краса и гордость Украины“: Черновицкая область: - Успенский собор (1900—1908), с. Белая Криница; - Пещера „Золушка“, с. Подворное; - Фестиваль Щедрый вечер, г. Черновцы; - „Хотинская крепость“ (XIII—XIX вв.), г. Хотин». | 2,40 3,00 6,00 гривен | 7 августа 2015 года   | 30 000  | Александр Калмыков           |
| № 1442 (Mi #1482)                                                       |             | Серія «Краса і велич України»: «Чернівецький національний університет ім. Ю. Федьковича». с укр. — «Серия „Краса и гордость Украины“: Черновицкий национальный университет им. Ю. Федьковича». | 2,40 гривны           | 7 августа 2015 года   | 130 000 | Александр Калмыков           |
| № 1443 (Mi #1487)                                                       |             | «Європа. Давні іграшки»: «Візок». с укр. — «Европа, древние игрушки: - коляска». | 4,80 гривны           | 11 августа 2015 года  | 130 000 | Александр Харук Сергей Харук |
| № 1444 (Mi #1488)                                                       |             | «Європа. Давні іграшки»: «Гойдалка». с укр. — «Европа, древние игрушки: - качели». | 5,40 гривны           | 11 августа 2015 года  | 130 000 | Александр Харук Сергей Харук |
| Буклет (№ 1445 (Mi #1487) № 1446 (Mi #1488))                            |             | Блок «Європа. Давні іграшки»: «Візок», «Гойдалка». с укр. — «Блок „Европа, старые игрушки“: коляска, качели». | 4,80 5,40 гривны      | 11 августа 2015 года  | 13 000  | Александр Харук Сергей Харук |
| № 1447 (Mi #1491)                                                       |             | Серія «Свійські тварини»: «Сіра українська». с укр. — «Серия „Домашние животные“: Серая украинская». | 2,40 гривны           | 14 августа 2015 года  | 130 000 | Наталия Кохаль               |
| № 1448 (Mi #1492)                                                       |             | Серія «Свійські тварини»: «Українська червоно-ряба молочна». с укр. — «Серия „Домашние животные“: Украинская красно-рябая молочная». | 2,40 гривны           | 14 августа 2015 года  | 130 000 | Наталия Кохаль               |
| № 1449 (Mi #1493)                                                       |             | Серія «Свійські тварини»: «Українська чорно-ряба молочна». с укр. — «Серия „Домашние животные“: Украинская чёрно-рябая молочная». | 2,40 гривны           | 14 августа 2015 года  | 130 000 | Наталия Кохаль               |
| № 1450 (Mi #1494)                                                       |             | Серія «Свійські тварини»: «Південна м’ясна». с укр. — «Серия „Домашние животные“: Южная мясная». | 2,40 гривны           | 14 августа 2015 года  | 130 000 | Наталия Кохаль               |
| № 1451 (Mi #1496) № 1452 (Mi #1497) № 1453 (Mi #1498) № 1454 (Mi #1499) |             | Блок «Краса і велич України. Тернопільська область» з чотирьох марок: «м. Заліщики», «м. Тернопіль», «м. Бережани», «Успенський костел, м. Бучач». с укр. — «Серия „Краса и гордость Украины“: блок Тернопольская область из четырёх марок: - г. Залещики; - г. Тернополь; - г. Бережаны; - Успенский костёл, г. Бучач». | 2,40 3,00 6,00 гривен | 18 августа 2015 года  | 30 000  | Александр Калмыков           |
| № 1455 (Mi #1495)                                                       |             | «Пам’ятник С. Крушельницькій, м. Тернопіль». с укр. — «Памятник С. Крушельницкой, г. Тернополь». | 2,40 гривны           | 18 августа 2015 года  | 130 000 | Александр Калмыков           |
| № 1457 (Mi #1501)                                                       |             | Блок «Національний університет «Києво-Могилянська академія». 400 років» з однієї марки. с укр. — «Блок „Национальный университет Киево-Могилянская академия, 400 лет“ из одной марки». | 7,65 гривны           | 18 сентября 2015 года | 40 000  | Николай Кочубей              |
| № 1458 (Mi #1502)                                                       |             | Блок «Свято-Успенська Почаївська лавра. 775 років» з однієї марки. с укр. — «Блок „775-летие Свято-Успенской Почаевской лавре“». | 22,10 гривны          | 21 сентября 2015 года | 30 000  | Александр Харук Сергей Харук |
| № 1459 (Mi #1504) № 1460 (Mi #1505) № 1461 (Mi #1506) № 1462 (Mi #1507) |             | Блок «Краса і велич України. Київська область» з чотирьох марок: «Біноклевидна посудина (друга половина V тис. до н. е.), с. Трипілля», «Парк Київська Русь, с. Копачів», «Свято-Покровська церква, с. Пархомівка», «Катерина Білокур „Квіти за тином“». с укр. — «Серия „Краса и гордость Украины“: блок Киевская область из четрырёх марок:». | 6,00 2,40 3,00 гривны | 30 сентября 2015 года | 30 000  | Александр Калмыков           |
| № 1463 (Mi #1503)                                                       |             | «Храм Святої Покрови, м. Бориспіль». с укр. — «Храм, г. Борисполь». | 2,40 гривны           | 30 сентября 2015 года | 130 000 | Александр Калмыков           |
| № 1464 (Mi #1508)                                                       |             | «Покрова Богородиці». с укр. — «Покрова Богородицы». | 3,00 гривны           | 7 октября 2015 года   | 130 000 | Владимир Таран               |
| № 1465 (Mi #1509)                                                       |             | «300 років Львівській пивоварні». с укр. — «300-летие Львовской пивоварни». | 2,40 гривны           | 8 октября 2015 года   | 150 000 | Нет данных                   |
| № 1466 (Mi #1510)                                                       |             | «Вітання з України. Postcrossing» на самоклейному папері. с укр. — «„Привет из Украины. Postcrossing“ на самоклеющейся бумаге». | Є                     | 9 октября 2015 года   | 200 000 | Нет данных                   |
| № 1467 (Mi #1511)                                                       |             | «Анна та Марія Музичук — чемпіонки світу з шахів». с укр. — «Анна и Мария Музычук — чемпионки мира по шахматам». | 2,40 гривны           | 10 октября 2015 года  | 130 000 | Нет данных                   |
| № 1468 (Mi #1512)                                                       |             | «День захисника України». с укр. — «День защитника Украины». | 2,40 гривны           | 12 октября 2015 года  | 160 000 | Владимир Таран               |
| № 1469 (Mi #1513)                                                       |             | Серія «Міський транспорт»: «Автобус ЛАЗ 695. 1961». с укр. — «Серия „Общественный транспорт“: - автобус ЛАЗ-695 (1961)». | 2,40 гривны           | 30 октября 2015 года  | 130 000 | Виктор Зинченко              |
| № 1470 (Mi #1514)                                                       |             | Серія «Міський транспорт»: «Київський тролейбус. Київ-4. 1963». с укр. — «Серия „Общественный транспорт“: - киевский троллейбус Киев-4 (1963)». | 2,40 гривны           | 6 ноября 2015 года    | 130 000 | Виктор Зинченко              |
| № 1471 (Mi #1515) № 1472 (Mi #1516) № 1473 (Mi #1517)                   |             | Блок «Князівський рід Острозьких XIV—XVII ст.» з трьох марок: «Василь-Костянтин Острозький. 1526—1608», «Гальшка (Єлизавета) Острозька. 1539—1582», «Костянтин Острозький. 1460—1530». с укр. — «Блок „Княжеский род Острожских XIV—XVII вв.“ из трёх марок: - «Василий-Константин Острожский (1526—1608)»; - «Гальша (Эльжбета) Острожская» (1539—1582); - «Константин Острожский» (1460—1530)».                                                                                                  | 3,45 5,25 7,65 гривны | 13 ноября 2015 года   | 40 000  | Владимир Таран               |
| № 1474 (Mi #1518)                                                       |             | Серія «Національний ботанічний сад ім. М. М. Гришка НАН України»: Коручка болотна (Epipactis palustris). с укр. — «Серия „Национальный ботанический сад имени Н. Н. Гришко НАН Украины“: - «Дремлик болотный» (Epipactis palustris)». | 2,40 гривны           | 19 ноября 2015 года   | 130 000 | Наталия Кохаль               |
| № 1475 (Mi #1519)                                                       |             | Серія «Національний ботанічний сад ім. М. М. Гришка НАН України»: Офрис кримська (Ophrys taurica). с укр. — «Серия „Национальный ботанический сад им. Н. Н. Гришко НАН Украины“: - «Офрис кавказская» (Ophrys taurica)». | 2,40 гривны           | 19 ноября 2015 года   | 130 000 | Наталия Кохаль               |
| № 1476 (Mi #1520)                                                       |             | Серія «Національний ботанічний сад ім. М. М. Гришка НАН України»: Булатка червона (Cephalanthera rubra). с укр. — «Серия „Национальный ботанический сад им. Н. Н. Гришко НАН Украины“: - «Пыльцеголовник красный» (Cephalanthera rubra)». | 2,40 гривны           | 19 ноября 2015 года   | 130 000 | Наталия Кохаль               |
| № 1479 (Mi #1523)                                                       |             | «Веселих свят!» с укр. — «Весёлых праздников!» | 2,40 гривні           | 2 декабря 2015 года   | 190 000 | Иван Кравец                  |
| № П-17 (Mi #1524)                                                       |             | Проект «Власна марка» — поштова марка персоніфікована з купоном — «Чемпіонка світу з шахів» (Марія Музичук). с укр. — «Проект „Собственная марка“ — персонифицированная почтовая марка с купоном — „Чемпионка мира по шахматам“ (Мария Музычук)». | V                     | 10 декабря 2015 года  | 99 999  | Нет данных                   |
| № 1480 (Mi #1525)                                                       |             | «Дерев’яні церкви Карпатського регіону Польщі та України: церква св. Параскеви (XVІІ ст.), с. Квятонь, церква св. Юра (XV—XVI ст.), м. Дрогобич» (Спільний випуск «Україна — Польща»). с укр. — «Деревянные церкви Карпатского региона Польши и Украины (совместный выпуск „Украина — Польша“): церковь св. Параскевы (с. Квятонь, XVІІ ст); церковь св. Юра (г. Дрогобыч, XV—XVI ст.)». | 5,40 гривны           | 18 декабря 2015 года  | 130 000 | Анджей Госик                 |
| № 1481 (Mi #1526)                                                       |             | «Григорій Верьовка. 1895—1964». с укр. — «Григорий Верёвка (1895—1964». | 2,40 гривны           | 25 декабря 2015 года  | 130 000 | Сергей Горобец               |

## Восьмой выпуск стандартных марок (2012—2016)
В 2015 году было выпущено три марки восьмого выпуска стандартных марок (2012—2016) независимой Украины: в обращение поступили знаки почтовой оплаты литерным номиналом: «F», «V», который соответствует заранее указанному Укрпочтой тарифу на пересылку корреспонденции, а также эквивалентен определённой сумме в гривнях или долларах США, стоимость для продажи последних рассчитывается по курсу НБУ.
Порядок следования элементов в таблице соответствует номеру по каталогу марок Украины на официальном сайте Укрпочты (укр. КМД УДППЗ «Укрпошта»), в скобках приведены номера по каталогу «Михель».
| № по каталогу     | Изображение | Описание и источники                                                                                     | Номинал | Дата выпуска         | Тираж     | Художник       |
| ----------------- | ----------- | --- | ------- | -------------------- | --------- | -------------- |
| № 1456 (Mi #1500) |             | Дерен справжній. с укр. — «Кизил обыкновенный».                                                          | V       | 5 сентября 2015 года | массовый  | Владимир Таран |
| № 1477 (Mi #1521) |             | Бересклет європейський. с укр. — «Бересклет европейский».                                                | F       | 19 ноября 2015 года  | массовый  | Владимир Таран |
| № 1478 (Mi #1522) |             | Бересклет європейський на самоклейному папері. с укр. — «Бересклет европейский на самоклеющейся бумаге». | F       | 24 ноября 2015 года  | 6 000 000 | Владимир Таран |

## Комментарии
1. ↑  Коммеморативные марки — обобщённое название специальных художественных (памятных, юбилейных и других) почтовых марок. Для упрощения терминологии в случаях, когда требуется лишь подчеркнуть, что данная марка не является общеупотребляемой (то есть стандартной), под термином «коммеморативная марка» подразумевают, кроме перечисленных выше, также тематические (рисунки которых, посвящены определённой теме коллекционирования) марки. Также все упомянутые марки, объединённые термином «коммеморативная», имеют общую черту: как правило, такие марки изготовляются на высоком полиграфическом уровне[4].
2. ↑  Ниже приведён перечень памятных художественных марок (с возможностью сортировки по номиналу, тиражу и дате введения в обращение).
3. ↑  Почтовая марка с купоном (купон предназначен для печати сюжетов по заказу граждан или организаций). Марочный лист содержит 18 марок. Напечатана в трёх вариантах фото Н. Савченко[13]. Поля марочного листа «Любите Украину» художественно оформлены избранным сюжетом из каталога электронных изображений КМД УДППЗ «Укрпошта» и содержат оригинальный текст Владимира Сосюры
4. 1 2 3  Литерный номинал «V» соответствует тарифу на пересылку неприоритетного простого почтового отправления, массой до 20 грамм в пределах Украины[5]. Литерный номинал «V» эквивалентен 4,00 грн (курсовая стоимость марки приведена по данным Укрпочты на 27 октября 2017 года)[47].
5. 1 2 3 4 5  Автор не указан в АИ.
6. ↑  из них неперфорированных — 3000 экземпляров для обеспечения обладателей абонементов на получение знаков почтовой оплаты и филателистической продукции.
7. ↑  тираж буклета 12 000.
8. ↑  Литерный номинал «Є» эквивалентен 0,70 $[47].
9. ↑  Почтовый блок №140 «Княжеский род Острожских XIV—XVII вв.» из серии «Знатные роды Украины» 2015 года выпуска из трёх марок занял 2-е место в международном конкурсе NexoFil «Наилучшая марка мира 2015» (Испания) в категории «Почтовые блоки»[56].
10. ↑  Почтовая марка с купоном (купон предназначен для печати сюжетов по заказу граждан или организаций). Марочный лист содержит 9 марок и 9 купонов. Тираж — 99 999[66]. Поля марочного листа оформляются избранным сюжетом из каталога электронных изображений КМД УДППЗ «Укрпошта» или предоставляются заказчиком
11. ↑  Введена в обращение марка № П-17 и переведена в разряд филателистической продукции 10.12.2015 г[66].
12. ↑  Ниже приведён перечень стандартных марок (с возможностью сортировки по номиналу, тиражу и дате введения в обращение).
13. 1 2  Литерный номинал «F» соответствует тарифу на пересылку заказного почтового отправления, массой до 20 грамм в пределах Украины[5]. Литерный номинал «F» эквивалентен 8,00 грн (курсовая стоимость марки приведена по данным Укрпочты на 27 октября 2017 года)[47].